# Sainte-Consorce
Sainte-Consorce is een gemeente in het Franse departement Rhône (regio Auvergne-Rhône-Alpes). De plaats maakt deel uit van het arrondissement Lyon. Sainte-Consorce telde op 1 januari 2022 2.109 inwoners.

## Geografie
De oppervlakte van Sainte-Consorce bedroeg op 1 januari 2022 5,81 vierkante kilometer; de bevolkingsdichtheid was toen 363 inwoners per km².

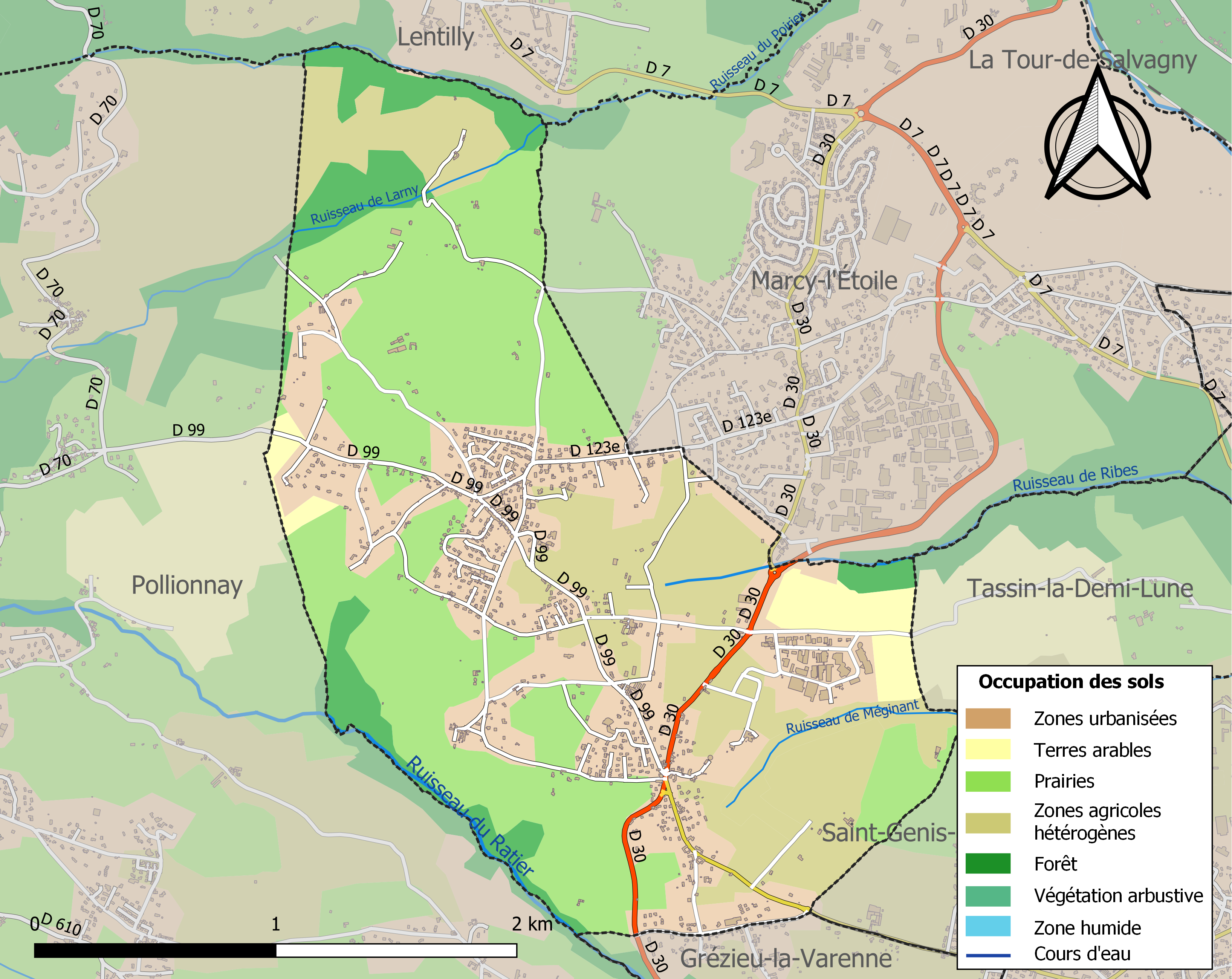
Kaart van de gemeente met de belangrijkste infrastructuur, bodemgebruik en omliggende gemeenten

## Demografie
Onderstaande figuur toont het verloop van het inwonertal (bron: INSEE-tellingen).